# Coppa Italia Serie C de 2019–20
A Coppa Italia Serie C da temporada de 2019–20 foi a 48.ª edição da Coppa Italia Serie C, uma competição de futebol entre clubes da terceira divisão do futebol italiano. A disputa da taça começou em 3 de agosto de 2019 e terminou em 27 de junho de 2020 com a vitória do time B (Sub-23) da Juventus de Turim, seu primeiro título nacional.
A final, originalmente programada em jogos de ida e volta nos dias 8 e 22 de abril de 2020, foi remarcada devido à pandemia de COVID-19 e acabou sendo disputada em jogo único e em campo neutro.

## Regulamento
A competição foi organizada pela Lega Italiana Calcio Professionistico (Lega Pro) e contou com a participação das 60 equipes inscritas no campeonato da Serie C de 2019–20 (terceira divisão italiana). O torneio foi dividido em duas fases: uma classificatória com os clubes sendo divididos em vários grupos, e por fim, uma fase final com jogos no sistema "mata-mata".
Além do troféu e do título, o time vencedor da Coppa Italia Serie C de 2019–20 também ganha o direito de disputar a fase nacional do playoff da Serie C de 2019–20 em busca do acesso à Serie B de 2020–21.

## Fase de grupos classificatória
Participaram desta fase de classificação os 31 clubes que não conseguiram vaga na Copa da Itália de 2019–20 (oficialmente chamada Coppa Italia Coca-Cola 2019–2020), um torneio organizado pela Lega Serie A e dedicado às melhores equipes do país. Os clubes foram divididos em 11 grupos, sendo 9 deles de três times e os dois restantes com 2 times cada. As partidas foram disputadas em jogos apenas de ida para os grupos de três equipes (Grupos A a I) e em jogos de ida e volta nos grupos de duas equipes (Grupos L e M). Os primeiros lugares de cada grupo avançaram para a fase final. Em caso de igualdade na pontuação, são critérios de desempate: 1) melhor saldo de gols, 2) mais gols pró.

### Grupo A
| Pos. | Equipes | Pts | J | V | E | D | GP | GC | SG | Classificação             |
| ---- | ------- | --- | - | - | - | - | -- | -- | -- | ------------------------- |
| 1    | Renate  | 6   | 2 | 2 | 0 | 0 | 5  | 2  | 3  | Avançou para a fase final |
| 2    | Como    | 3   | 2 | 1 | 0 | 1 | 3  | 4  | −1 | Eliminados da competição  |
| 3    | Gozzano | 0   | 2 | 0 | 0 | 2 | 0  | 2  | −2 | Eliminados da competição  |

| 4 de agosto de 2019 | Gozzano | 0 – 1     | Renate      | Vercelli                               |  |
| 17:00 CEST          |         | Relatório | 51' Damonte | Estádio: Silvio Piola Árbitro: Cherchi |  |

| 11 de agosto de 2019 | Como       | 1 – 0     | Gozzano | Como                                         |  |
| 18:00 CEST           | Marano 81' | Relatório |         | Estádio: Giuseppe Sinigaglia Árbitro: Bordin |  |

| 18 de agosto de 2019 | Renate                                         | 4 – 2 | Como                         | Meda                                   |  |
| 20:00 CEST           | Galuppini 12', 44' · Kabashi 38' · Plescia 85' |       | 29' Marano · 30' Gabrielloni | Estádio: Città di Meda Árbitro: Delrio |  |

### Grupo B
| Pos. | Equipes       | Pts | J | V | E | D | GP | GC | SG | Classificação             |
| ---- | ------------- | --- | - | - | - | - | -- | -- | -- | ------------------------- |
| 1    | Lecco         | 3   | 2 | 1 | 0 | 1 | 3  | 3  | 0  | Avançou para a fase final |
| 2    | Giana Erminio | 3   | 2 | 1 | 0 | 1 | 2  | 2  | 0  | Eliminados da competição  |
| 3    | Albinoleffe   | 3   | 2 | 1 | 0 | 1 | 2  | 2  | 0  | Eliminados da competição  |

| 4 de agosto de 2019 | Giana Erminio | 0 – 1 | Albinoleffe | Gorgonzola                                            |  |
| 16:30 CEST          |               |       | 13' Sibilli | Estádio: Comunale Città di Gorgonzola Árbitro: Scarpa |  |

| 11 de agosto de 2019 | Lecco      | 1 – 2 | Giana Erminio       | Lecco                                               |  |
| 17:00 CEST           | D'Anna 82' |       | 90+1', 90+7' Mutton | Estádio: Mario Rigamonti-Mario Ceppi Árbitro: Arace |  |

| 18 de agosto de 2019 | AlbinoLeffe | 1 – 2 | Lecco                      | Gorgonzola                                              |  |
| 17:00 CEST           | Sibilli 35' |       | 45' Nichetti · 47' Capogna | Estádio: Comunale Città di Gorgonzola Árbitro: Frascaro |  |

### Grupo C
| Pos. | Equipes       | Pts | J | V | E | D | GP | GC | SG | Classificação             |
| ---- | ------------- | --- | - | - | - | - | -- | -- | -- | ------------------------- |
| 1    | Juventus B    | 4   | 2 | 1 | 1 | 0 | 5  | 3  | 2  | Avançou para a fase final |
| 2    | Reggio Audace | 4   | 2 | 1 | 1 | 0 | 5  | 3  | 2  | Eliminados da competição  |
| 3    | Pergolettese  | 0   | 2 | 0 | 0 | 2 | 0  | 4  | −4 | Eliminados da competição  |

| 4 de agosto de 2019 | Juventus B               | 2 – 0     | Pergolettese | Alessandria                                     |  |
| 20:30 CEST          | Beruatto 17' · Touré 21' | Relatório |              | Estádio: Giuseppe Moccagatta Árbitro: Emmanuele |  |

| 11 de agosto de 2019 | Pergolettese | 0 – 2 | Reggio Audace               | Crema                                     |  |
| 17:30 CEST           |              |       | 73' Scappini · 90+1' Marchi | Estádio: Giuseppe Voltini Árbitro: Galipo |  |

| 18 de agosto de 2019    | Reggio Audace                  | 3 – 3     | Juventus B           | Alessandria                                    |  |
| 18:30 CEST              | Marchi 10' · Scappini 54', 88' | Relatório | 27', 37', 69' Lanini | Estádio: Giuseppe Moccagatta Árbitro: Catanoso |  |
| Nota: Inversão de campo |                                |           |                      |                                                |  |

### Grupo D
| Pos. | Equipes   | Pts | J | V | E | D | GP | GC | SG | Classificação             |
| ---- | --------- | --- | - | - | - | - | -- | -- | -- | ------------------------- |
| 1    | Pontedera | 4   | 2 | 1 | 1 | 0 | 3  | 2  | 1  | Avançou para a fase final |
| 2    | Pistoiese | 3   | 2 | 1 | 0 | 1 | 3  | 2  | 1  | Eliminados da competição  |
| 3    | Pianese   | 1   | 2 | 0 | 1 | 1 | 1  | 3  | −2 | Eliminados da competição  |

| 3 de agosto de 2019 | Pontedera     | 1 – 1     | Pianese       | Pontedera                                  |  |
| 20:30 CEST          | Tommasini 48' | Relatório | 19' Benedetti | Estádio: Ettore Mannucci Árbitro: Di Marco |  |

| 10 de agosto de 2019    | Pontedera                  | 2 – 1 | Pistoiese   | Pontedera                                  |  |
| 17:30 CEST              | Tommasini 41' · Bruzzo 84' |       | 74' Falcone | Estádio: Ettore Mannucci Árbitro: Petrella |  |
| Nota: Inversão de campo |                            |       |             |                                            |  |

| 17 de agosto de 2019 | Pianese | 0 – 2 | Pistoiese                    | Grosseto                                  |  |
| 17:30 CEST           |         |       | 66' Cerretelli · 84' Dametto | Estádio: Carlo Zecchini Árbitro: Nicolini |  |

### Grupo E
| Pos. | Equipes    | Pts | J | V | E | D | GP | GC | SG | Classificação             |
| ---- | ---------- | --- | - | - | - | - | -- | -- | -- | ------------------------- |
| 1    | Cesena     | 6   | 2 | 2 | 0 | 0 | 5  | 2  | 3  | Avançou para a fase final |
| 2    | Vis Pesaro | 3   | 2 | 1 | 0 | 1 | 2  | 3  | −1 | Eliminados da competição  |
| 3    | Rimini     | 0   | 2 | 0 | 0 | 2 | 1  | 3  | −2 | Eliminados da competição  |

| 4 de agosto de 2019 | Rimini       | 1 – 2 | Cesena                   | Rimini                                 |  |
| 18:30 CEST          | Petrovic 86' |       | 4' Butic · 18' De Feudis | Estádio: Romeo Neri Árbitro: Zucchetti |  |

| 11 de agosto de 2019 | Cesena                                     | 3 – 1 | Vis Pesaro | Cesena                                               |  |
| 20:30 CEST           | Brignani 27' · Capellini 32' · Russini 82' |       | 3' Gennari | Estádio: Orogel Stadium-Dino Manuzzi Árbitro: Scarpa |  |

| 18 de agosto de 2019 | Vis Pesaro   | 1 – 0 | Rimini | Pésaro                                   |  |
| 20:30 CEST           | Tessiore 60' |       |        | Estádio: Tonino Benelli Árbitro: Caldera |  |

### Grupo F
| Pos. | Equipes              | Pts | J | V | E | D | GP | GC | SG | Classificação             |
| ---- | -------------------- | --- | - | - | - | - | -- | -- | -- | ------------------------- |
| 1    | Virtus Verona        | 4   | 2 | 1 | 1 | 0 | 4  | 2  | 2  | Avançou para a fase final |
| 2    | Arzignano Valchiampo | 3   | 2 | 1 | 0 | 1 | 2  | 3  | −1 | Eliminados da competição  |
| 3    | Modena               | 1   | 2 | 0 | 1 | 1 | 3  | 4  | −1 | Eliminados da competição  |

| 10 de agosto de 2019    | Virtus Verona            | 2 – 2 | Modena                        | Verona                                                      |  |
| 18:00 CEST              | Odogwu 3' · Magrassi 72' |       | 76' De Grazia · 84' Casarotto | Estádio: Mario Gavagnin-Sinibaldo Nocini Árbitro: Angelucci |  |
| Nota: Inversão de campo |                          |       |                               |                                                             |  |

| 14 de agosto de 2019 | Arzignano Valchiampo     | 2 – 1 | Modena   | Vicenza                             |  |
| 18:00 CEST           | Cais 23' · Barzaghi] 79' |       | 30' Davi | Estádio: Romeo Menti Árbitro: Donda |  |

| 18 de agosto de 2019 | Virtus Verona              | 2 – 0 | Arzignano Valchiampo | Verona                                                     |  |
| 17:30 CEST           | Pellacani 10' · Lupoli 85' |       |                      | Estádio: Mario Gavagnin-Sinibaldo Nocini Árbitro: Giordano |  |

### Grupo G
| Pos. | Equipes | Pts | J | V | E | D | GP | GC | SG | Classificação             |
| ---- | ------- | --- | - | - | - | - | -- | -- | -- | ------------------------- |
| 1    | Teramo  | 6   | 2 | 2 | 0 | 0 | 4  | 1  | 3  | Avançou para a fase final |
| 2    | Gubbio  | 3   | 2 | 1 | 0 | 1 | 7  | 2  | 5  | Eliminados da competição  |
| 3    | Fano    | 0   | 2 | 0 | 0 | 2 | 0  | 8  | −8 | Eliminados da competição  |

| 4 de agosto de 2019 | Gubbio                                                                                  | 6 – 0 | Fano | Gubbio                                  |  |
| 20:30 CEST          | Battista 9' · Sbaffo 19' · Tavernelli 26' · Malaccari 46' · De Silvestro 49' · Meli 77' |       |      | Estádio: Pietro Barbetti Árbitro: Centi |  |

| 11 de agosto de 2019 | Fano | 0 – 2 | Teramo                     | Fano                                       |  |
| 18:00 CEST           |      |       | 10' Cristini · 58' Minelli | Estádio: Raffaele Mancini Árbitro: Natilla |  |

| 18 de agosto de 2019    | Teramo                  | 2 – 1 | Gubbio        | Gubbio                                    |  |
| 20:30 CEST              | Mungo 12' · Minelli 20' |       | 53' Cesaretti | Estádio: Pietro Barbetti Árbitro: Zamagni |  |
| Nota: Inversão de campo |                         |       |               |                                           |  |

### Grupo H
| Pos. | Equipes | Pts | J | V | E | D | GP | GC | SG | Classificação             |
| ---- | ------- | --- | - | - | - | - | -- | -- | -- | ------------------------- |
| 1    | Ternana | 6   | 2 | 2 | 0 | 0 | 6  | 3  | 3  | Avançou para a fase final |
| 2    | Olbia   | 3   | 2 | 1 | 0 | 1 | 6  | 4  | 2  | Eliminados da competição  |
| 3    | Rieti   | 0   | 2 | 0 | 0 | 2 | 2  | 7  | −5 | Eliminados da competição  |

| 4 de agosto de 2019 | Ternana                                   | 3 – 2 | Olbia                            | Terni                                       |  |
| 20:30 CEST          | Proietti 13' · Ferrante 49' · Paghera 87' |       | 69' Parigi · 73' (pen.) Ogunseye | Estádio: Libero Liberati Árbitro: Cavaliere |  |

| 11 de agosto de 2019 | Olbia                                        | 4 – 1 | Rieti       | Ólbia                                   |  |
| 19:00 CEST           | Ogunseye 31' 60' 67' (pen.) · Doratiotto 74' |       | 43' Tirelli | Estádio: Bruno Nespoli Árbitro: Scatena |  |

| 18 de agosto de 2019 | Rieti            | 1 – 3 | Ternana                                     | Rieti                                                   |  |
| 20:30 CEST           | Marcheggiani 66' |       | 35' [Proietti · 51' Salzano · 87' Partipilo | Estádio: Centro d'Italia-Manlio Scopigno Árbitro: Fiero |  |

### Grupo I
| Pos. | Equipes  | Pts | J | V | E | D | GP | GC | SG | Classificação             |
| ---- | -------- | --- | - | - | - | - | -- | -- | -- | ------------------------- |
| 1    | Avellino | 4   | 2 | 1 | 1 | 0 | 3  | 2  | 1  | Avançou para a fase final |
| 2    | Bari     | 3   | 2 | 1 | 0 | 1 | 3  | 3  | 0  | Eliminados da competição  |
| 3    | Paganese | 1   | 2 | 0 | 1 | 1 | 4  | 5  | −1 | Eliminados da competição  |

| 11 de agosto de 2019 | Bari                            | 3 – 2 | Paganese                   | Bari                                    |  |
| 20:30 CEST           | Kupisz 30' · Antenucci 49', 86' |       | 31' Caccetta · 77' Alberti | Estádio: San Nicola Árbitro: Giaccaglia |  |

| 14 de agosto de 2019 | Paganese                     | 2 – 2 | Avellino                 | Pagani                                    |  |
| 18:00 CEST           | Diop 43' (pen.) · Mattia 68' |       | 6' Alfageme · 63' Celjak | Estádio: Marcello Torre Árbitro: Acanfora |  |

| 18 de agosto de 2019 | Avellino           | 1 – 0 | Bari | Avelino                                              |  |
| 17:30 CEST           | Di Paolantonio 52' |       |      | Estádio: Partenio-Adriano Lombardi Árbitro: Costanza |  |

### Grupo L
| Pos. | Equipes        | Pts | J | V | E | D | GP | GC | SG | Classificação             |
| ---- | -------------- | --- | - | - | - | - | -- | -- | -- | ------------------------- |
| 1    | Sicula Leonzio | 3   | 2 | 1 | 0 | 1 | 4  | 2  | 2  | Avançou para a fase final |
| 2    | Vibonese       | 3   | 2 | 1 | 0 | 1 | 2  | 4  | −2 | Eliminado da competição   |

| 11 de agosto de 2019 | Vibonese                       | 2 – 1 | Sicula Leonzio | Vibo Valentia                       |  |
| 17:30 CEST           | Napolitano 26' · Petermann 48' |       | 81' Lescano    | Estádio: Luigi Razza Árbitro: Arena |  |

| 18 de agosto de 2019 | Sicula Leonzio                             | 3 – 0 | Vibonese | Lentini                                    |  |
| 17:30 CEST           | Scardina 10' · Sicurella 68' · Lescano 79' |       |          | Estádio: Angelino Nobile Árbitro: Pirrotta |  |

### Grupo M
| Pos. | Equipes    | Pts | J | V | E | D | GP | GC | SG | Classificação             |
| ---- | ---------- | --- | - | - | - | - | -- | -- | -- | ------------------------- |
| 1    | Bisceglie  | 4   | 2 | 1 | 1 | 0 | 3  | 1  | 2  | Avançou para a fase final |
| 2    | AZ Picerno | 1   | 2 | 0 | 1 | 1 | 1  | 3  | −2 | Eliminado da competição   |

| 29 de agosto de 2019 | AZ Picerno | 0 – 2 | Bisceglie               | Potenza                                     |  |
| 20:30 CEST           |            |       | 59' Gatto · 88' Montero | Estádio: Alfredo Viviani Árbitro: Cavaliere |  |

| 12 de setembro de 2019 | Bisceglie    | 1 – 1 | AZ Picerno   | Bisceglie                                |  |
| 20:30 CEST             | Manicone 75' |       | 70' Nappello | Estádio: Gustavo Ventura Árbitro: Repace |  |

## Fase final
A fase final foi composta por 6 etapas: primeira e segunda rodada eliminatória, oitavas de final, quartas de final, semifinal, e por fim, a grande decisão. Contou com a participação de 40 times, 29 deles também participantes da Copa da Itália de 2019–20 organizada pela Lega Serie A e os 11 classificados da fase de grupos preliminar. Todos os jogos ocorreram pelo método de eliminação direta. Com exceção da semifinal, disputada em jogos de ida e volta, todos os confrontos da fase final ocorreram em jogos únicos.

### Primeira rodada eliminatória
- A primeira rodada foi disputada por 16 dos 40 clubes admitidos na fase final. Por sorteio, foram determinados 8 chaves com o objetivo de reduzir o número de participantes para 32.[2]
- Os jogos ocorreram em partidas únicas e o mando de campo foi determinado através de um sorteio.[2]
- Em caso de empate no placar ao final do tempo regulamentar, tivemos a disputa de uma prorrogação (dois tempos de 15 minutos cada), e se mesmo assim o empate persistiu, a vaga foi definida na disputa por pênaltis.[2]
- Os 8 vencedores da primeira rodada eliminatória se classificaram para a segunda rodada de qualificação.[2]

| Equipe 1       | Resultado | Equipe 2           |
| -------------- | --------- | ------------------ |
| Sudtirol       | 0–1       | FeralpiSalò        |
| Monza          | 4–1       | Renate             |
| Novara         | 0–1       | Alessandria        |
| Carpi          | 2–0       | Carrarese          |
| Robur Siena    | 2–0       | Pontedera          |
| Sambenedettese | 0–2       | Fermana            |
| Monopoli       | 3–2       | Virtus Francavilla |
| Potenza        | 4–1       | Rende              |

| 9 de outubro de 2019 | Carpi                   | 2 – 0     | Carrarese | Carpi                                    |  |
| 15:00 CEST           | Biasci 51' · Fofana 73' | Relatório |           | Estádio: Sandro Cabassi Árbitro: Caldera |  |

| 9 de outubro de 2019 | Monza                                               | 4 – 1     | Renate      | Monza                               |  |
| 17:30 CEST           | Gliozzi 13' · Marchi 15' · Mosti 36' · Iocolano 68' | Relatório | 33' De Sena | Estádio: Brianteo Árbitro: Frascaro |  |

| 9 de outubro de 2019 | Sambenedettese | 0 – 2     | Fermana                            | San Benedetto del Tronto                        |  |
| 18:30 CEST           |                | Relatório | 17' (pen.) Cognini · 64' De'Angelo | Estádio: Riviera delle Palme Árbitro: Zucchetti |  |

| 9 de outubro de 2019 | Sudtirol | 0 – 1     | FeralpiSalò  | Bolzano                        |  |
| 18:30 CEST           |          | Relatório | 33' Guidetti | Estádio: Druso Árbitro: Bordin |  |

| 9 de outubro de 2019 | Novara | 0 – 1     | Alessandria   | Novara                                  |  |
| 20:30 CEST           |        | Relatório | 65' Akammandu | Estádio: Silvio Piola Árbitro: Costanza |  |

| 9 de outubro de 2019 | Robur Siena                      | 2 – 0     | Pontedera | Siena                                   |  |
| 20:30 CEST           | Guidone 27' (pen.) · Panizzi 67' | Relatório |           | Estádio: Artemio Franchi Árbitro: Arace |  |

| 9 de outubro de 2019 | Monopoli                                        | 3 – 2     | Virtus Francavilla                 | Monopoli                                           |  |
| 20:30 CEST           | Salvemini 20' · Moreo 67' (pen.) · Triarico 87' | Relatório | 3' Puntoriere · 71' (pen.) Vázquez | Estádio: Vito Simone Veneziani Árbitro: Giaccaglia |  |

| 9 de outubro de 2019 | Potenza                                        | 4 – 1     | Rende                 | Potenza                                 |  |
| 20:30 CEST           | Ferri Marini 30', 64' · Longo 34' · Murano 90' | Relatório | 75' (pen.) Libertazzi | Estádio: Alfredo Viviani Árbitro: Arena |  |

### Segunda rodada eliminatória
- A segunda rodada foi disputada por 32 clubes, sendo 24 deles não participantes da primeira rodada de qualificação e 8 que avançaram da etapa anterior.[2]
- Assim como na etapa anterior, os jogos ocorreram em partidas únicas e o mando de campo foi determinado através de um sorteio.[2]
- Assim como na etapa anterior, em caso de empate no placar ao final do tempo regulamentar, tivemos a disputa de uma prorrogação (dois tempos de 15 minutos cada), e se mesmo assim o empate persistiu, a vaga foi definida na disputa por pênaltis.[2]
- Os 16 vencedores da segunda rodada eliminatória se classificaram para a oitavas de final.[2]

| Equipe 1            | Resultado    | Equipe 2       |
| ------------------- | ------------ | -------------- |
| Padova              | 1–4          | L.R. Vicenza   |
| Monza               | 2–3 (pro.)   | Pro Patria     |
| Juventus B          | 1–0          | Alessandria    |
| Pro Vercelli        | 1–0          | Carpi          |
| Piacenza            | 1–1 (3–1 p.) | Imolese        |
| Ravenna             | 2–4          | Cesena         |
| Robur Siena         | 2–0          | Arezzo         |
| Viterbese Castrense | 0–1          | Teramo         |
| Ternana             | 4–1          | Fermana        |
| Avellino            | 2–1          | Cavese         |
| Casertana           | 2–1          | Bisceglie      |
| Catanzaro           | 2–0          | Monopoli       |
| Reggina             | 2–3          | Potenza        |
| FeralpiSalò         | 1–0          | Lecco          |
| Triestina           | 1–0          | Virtus Verona  |
| Catania             | 1–0          | Sicula Leonzio |

| 6 de novembro de 2019     | Piacenza        | 1 – 1 (pro.) (3 – 1 pen.)       | Imolese      | Placência                                 |  |
| 14:30 CET                 | Della Latta 97' | Relatório                       | 114' Padovan | Estádio: Leonardo Garilli Árbitro: Kumara |  |
|                           |                 | Penalidades                     |              |                                           |  |
| Bolis Corradi Borri Nicco |                 | Tentoni Padovan Valeau Boccardi |              |                                           |  |

| 6 de novembro de 2019 | Pro Vercelli | 1 – 0     | Carpi | Vercelli                                |  |
| 15:00 CET             | Varas 8'     | Relatório |       | Estádio: Silvio Piola Árbitro: Nicolini |  |

| 6 de novembro de 2019 | Catanzaro                      | 2 – 0     | Monopoli | Catanzaro                                  |  |
| 15:00 CET             | Fischnaller 49' · Giannone 75' | Relatório |          | Estádio: Nicola Ceravolo Árbitro: Acanfora |  |

| 6 de novembro de 2019 | Monza                    | 2 – 3 (pro.) | Pro Patria                             | Monza                              |  |
| 17:30 CET             | Marchi 33' · Chiricò 44' | Relatório    | 31' Pedone · 39' Marcone · 109' Molnar | Estádio: Brianteo Árbitro: Luciani |  |

| 6 de novembro de 2019 | Viterbese Castrense | 0 – 1     | Teramo          | Viterbo                                |  |
| 18:30 CET             |                     | Relatório | 28' Cancellotti | Estádio: Enrico Rocchi Árbitro: Delrio |  |

| 6 de novembro de 2019 | Padova      | 1 – 4     | L.R. Vicenza                                         | Pádua                             |  |
| 20:30 CET             | Germano 46' | Relatório | 16' Arma · 32' Bianchi · 41' Liviero · 59' Zarpellon | Estádio: Euganeo Árbitro: Colombo |  |

| 6 de novembro de 2019 | Juventus B                | 1 – 0     | Alessandria | Alessandria                                 |  |
| 20:30 CET             | Han Kwang-song 38' (pen.) | Relatório |             | Estádio: Giuseppe Moccagatta Árbitro: Collu |  |

| 6 de novembro de 2019 | Ravenna                      | 2 – 4     | Cesena                                        | Ravena                                  |  |
| 20:30 CET             | Nocciolini 17' · Fiorani 26' | Relatório | 6', 9' Giraudo · 7' Franco · 41' (pen.) Sarao | Estádio: Bruno Benelli Árbitro: Bitonti |  |

| 6 de novembro de 2019 | Robur Siena                | 2 – 0     | Arezzo | Siena                                        |  |
| 20:30 CET             | D'Auria 27' · Polidori 73' | Relatório |        | Estádio: Artemio Franchi Árbitro: Meraviglia |  |

| 6 de novembro de 2019 | Ternana                                                     | 4 – 1     | Fermana     | Terni                                      |  |
| 20:30 CET             | Vantaggiato 45' · Russo 54' · Torromino 77' · Partipilo 89' | Relatório | 9' Molinari | Estádio: Libero Liberati Árbitro: Moriconi |  |

| 6 de novembro de 2019 | Avellino                            | 2 – 1     | Cavese        | Avelino                                              |  |
| 20:30 CET             | Alfageme 44' · Micovschi 84' (pen.) | Relatório | 19' El Ouazni | Estádio: Partenio-Adriano Lombardi Árbitro: Garofalo |  |

| 6 de novembro de 2019 | Casertana                             | 2 – 1     | Bisceglie | Caserta                                 |  |
| 20:30 CET             | Floro Flores 36' · Starita 89' (pen.) | Relatório | 81' Longo | Estádio: Alberto Pinto Árbitro: Valente |  |

| 6 de novembro de 2019 | Reggina                               | 2 – 3     | Potenza                                      | Régio da Calábria                        |  |
| 20:30 CET             | Doumbia 59' · De Francesco 74' (pen.) | Relatório | 41' Iuliano · 55' Arcidiacono · 79' Vuletich | Estádio: Oreste Granillo Árbitro: Marini |  |

| 7 de novembro de 2019 | FeralpiSalò | 1 – 0     | Lecco | Salò                                 |  |
| 20:00 CET             | Mordini 10' | Relatório |       | Estádio: Lino Turina Árbitro: Maggio |  |

| 13 de novembro de 2019 | Triestina             | 1 – 0     | Virtus Verona | Trieste                                  |  |
| 17:00 CET              | Costantino 81' (pen.) | Relatório |               | Estádio: Nereo Rocco Árbitro: De Tommaso |  |

| 20 de novembro de 2019 | Catania     | 1 – 0     | Sicula Leonzio | Catânia                                  |  |
| 20:45 CET              | Curiale 30' | Relatório |                | Estádio: Angelo Massimino Árbitro: Cosso |  |

### Oitavas de final
- As oitavas de final foram disputadas entre os 16 clubes classificados da segunda rodada de qualificação dispostos em 8 chaves já pré-determinadas por sorteio.[2]
- Assim como nas duas etapas anteriores, os jogos ocorreram em partidas únicas e o mando de campo foi determinado através de um sorteio.[2]
- Assim como nas duas etapas anteriores, em caso de empate no placar ao final do tempo regulamentar, tivemos a disputa de uma prorrogação (dois tempos de 15 minutos cada), e se mesmo assim o empate persistiu, a vaga foi definida na disputa por pênaltis.[2]
- Os 8 vencedores das oitavas de final se classificaram para as quartas de final da competição.[2]

| Equipe 1     | Resultado    | Equipe 2     |
| ------------ | ------------ | ------------ |
| L.R. Vicenza | 3–1 (pro.)   | Triestina    |
| FeralpiSalò  | 3–2          | Pro Patria   |
| Juventus B   | 2–0          | Pro Vercelli |
| Cesena       | 1–1 (2–4 p.) | Piacenza     |
| Robur Siena  | 3–1          | Teramo       |
| Avellino     | 0–1          | Ternana      |
| Catanzaro    | 2–0          | Casertana    |
| Potenza      | 1–2          | Catania      |

| 27 de novembro de 2019 | Juventus B                       | 2 – 0     | Pro Vercelli | Alessandria                                 |  |
| 14:30 CET              | Frederiksen 75' · Clemenza 90+5' | Relatório |              | Estádio: Giuseppe Moccagatta Árbitro: Ricci |  |

| 27 de novembro de 2019 | Catanzaro           | 2 – 0     | Casertana | Catanzaro                                 |  |
| 15:00 CET              | Fischnaller 5', 10' | Relatório |           | Estádio: Nicola Ceravolo Árbitro: Natilla |  |

| 27 de novembro de 2019 | Potenza    | 1 – 2     | Catania                           | Potenza                                   |  |
| 15:00 CET              | França 66' | Relatório | 35' (pen.) Di Piazza · 69' Biondi | Estádio: Alfredo Viviani Árbitro: Carella |  |

| 27 de novembro de 2019      | Cesena    | 1 – 1 (pro.) (2 – 4 pen.) | Piacenza      | Cesena                                               |  |
| 17:30 CET                   | Sarao 41' | Relatório                 | 38' Pergreffi | Estádio: Orogel Stadium-Dino Manuzzi Árbitro: Cudini |  |
|                             |           | Penalidades               |               |                                                      |  |
| Ciofi Rosaia Franco Borello |           | Bolis Nicco Paponi Borri  |               |                                                      |  |

| 27 de novembro de 2019 | L.R. Vicenza                        | 3 – 1 (pro.) | Triestina | Vicenza                                |  |
| 20:00 CET              | Arma 81' · Tronco 92' · Guerra 111' | Relatório    | 73' Gomez | Estádio: Romeo Menti Árbitro: Di Graci |  |

| 27 de novembro de 2019 | FeralpiSalò                                           | 3 – 2     | Pro Patria              | Salò                                |  |
| 20:00 CET              | Magnino 15' · Scarsella 59' · Ceccarelli 90+5' (pen.) | Relatório | 4' Parker · 54' Defendi | Estádio: Lino Turina Árbitro: Donda |  |

| 27 de novembro de 2019 | Avellino | 0 – 1     | Ternana   | Avelino                                              |  |
| 20:00 CET              |          | Relatório | 84' Nesta | Estádio: Partenio-Adriano Lombardi Árbitro: Maranesi |  |

| 27 de novembro de 2019 | Robur Siena                                   | 3 – 1     | Teramo      | Siena                                     |  |
| 20:30 CET              | Campagnacci 21' · Arrigoni 34' · Polidori 81' | Relatório | 34' Bombagi | Estádio: Artemio Franchi Árbitro: Cascone |  |

### Quartas de final
- Os jogos do "mata-mata" das quartas de final foram disputadas entre os 8 clubes classificados das oitavas de final e definidos previamente por sorteio.[2]
- Assim como nas três etapas anteriores, os jogos ocorreram em partidas únicas e o mando de campo foi determinado através de um sorteio.[2]
- Assim como nas três etapas anteriores, em caso de empate no placar ao final do tempo regulamentar, tivemos a disputa de uma prorrogação (dois tempos de 15 minutos cada), e se mesmo assim o empate persistiu, a vaga foi definida na disputa por pênaltis.[2]
- Os 4 vencedores das quartas de final se classificaram para as semifinais da competição.[2]

| Equipe 1     | Resultado | Equipe 2    |
| ------------ | --------- | ----------- |
| Robur Siena  | 0–1       | Ternana     |
| Piacenza     | 1–2       | Juventus B  |
| Catanzaro    | 0–1       | Catania     |
| L.R. Vicenza | 0–1       | FeralpiSalò |

| 11 dezembro de 2019 | Robur Siena | 0 – 1     | Ternana         | Siena                                       |  |
| 18.30 CET           |             | Relatório | 64' Vantaggiato | Estádio: Artemio Franchi Árbitro: Feliciani |  |

| 18 dezembro de 2019 | Piacenza    | 1 – 2     | Juventus B                           | Placência                                |  |
| 14.30 CET           | Cattaneo 7' | Relatório | 39' (pen.) Rafia · 47' Mota Carvalho | Estádio: Leonardo Garilli Árbitro: Ricci |  |

| 18 dezembro de 2019 | Catanzaro | 0 – 1     | Catania       | Catanzaro                               |  |
| 17.30 CET           |           | Relatório | 76' Biagianti | Estádio: Nicola Ceravolo Árbitro: Miele |  |

| 18 dezembro de 2019 | L.R. Vicenza | 0 – 1     | FeralpiSalò         | Vicenza                               |  |
| 20.00 CET           |              | Relatório | 63' (pen.) Maiorino | Estádio: Romeo Menti Árbitro: Bitonti |  |

### Semifinais
- Os jogos do "mata-mata" das semifinais foram disputadas entre os 4 clubes classificados das quartas de final em chaves já definidas previamente por sorteio.[2]
- Os jogos ocorreram em partidas de ida e volta e o mando de campo foi determinado através de um sorteio.[2]
- Em caso de empate no placar agregado, foi aplicada à regra do gol fora de casa, com possibilidade da disputa de uma prorrogação (dois tempos de 15 minutos cada) caso a regra anterior não seja satisfeita; e se mesmo assim o empate persistiu, a vaga foi definida na disputa por pênaltis.[2]
- Os dois vencedores da semifinal se classificaram para a grande decisão da competição.[2]

| Equipe 1    | Total | Equipe 2   | 1.º jogo | 2.º jogo   |
| ----------- | ----- | ---------- | -------- | ---------- |
| FeralpiSalò | 2–4   | Juventus B | 2–0      | 0–4 (pro.) |
| Ternana     | 2–0   | Catania    | 2–0      | 0–0        |

#### Chave F1
| 29 de janeiro de 2020 | Ternana                        | 2 – 0     | Catania | Terni                                       |  |
| 15:00 CET             | Partipilo 48' · Torromino] 67' | Relatório |         | Estádio: Libero Liberati Árbitro: De Santis |  |

| 13 de fevereiro de 2020 | Catania | 0 – 0     | Ternana | Catânia                                    |  |
| 15:00 CET               |         | Relatório |         | Estádio: Angelo Massimino Árbitro: Natilla |  |

#### Chave F2
| 29 de janeiro de 2020 | FeralpiSalò       | 2 – 0     | Juventus B | Salò                                    |  |
| 20:00 CET             | Maiorino 12', 25' | Relatório |            | Estádio: Lino Turina Árbitro: D'Ascanio |  |

| 12 de fevereiro de 2020 | Juventus B                                             | 4 – 0 (pro.) | FeralpiSalò | Alessandria                                  |  |
| 15:00 CET               | Marchi 14' · Zanimacchia 59', 115' (pen.) · Rafia 119' | Relatório    |             | Estádio: Giuseppe Moccagatta Árbitro: Marini |  |

### Final
No regulamento original, os jogos da decisão deveriam ser disputados em partidas de ida e volta. No entanto, através de um comunicado oficial da Lega Pro, no dia 10 de junho de 2020, ficou definido que a final seria disputada em jogo único num campo neutro. Em caso de empate ao final do tempo regulamentar, teríamos a possibilidade de prorrogação e das penalidades máximas. No dia 20 de junho de 2020, o Orogel Stadium-Dino Manuzzi, na cidade de Cesena, foi escolhido como a sede da grande decisão à acontecer às 20h45 (horário local) do dia 27 de junho de 2020.
| 27 de junho de 2020 | Ternana       | 1 – 2     | Juventus B                       | Cesena                                                |  |
| 20:45 CEST          | Mammarella 6' | Relatório | 12' (pen.) Brunori · 45+1' Rafia | Estádio: Orogel Stadium-Dino Manuzzi Árbitro: Paterna |  |

## Estatísticas

### Artilheiros
| Gols | Jogador            | Clube                        |
| ---- | ------------------ | ---------------------------- |
| 4    | Roberto Ogunseye   | Olbia                        |
| 3    | Hamza Rafia        | Juventus B                   |
| 3    | Ettore Marchi      | Reggio Audace (1); Monza (2) |
| 3    | Pasquale Maiorino  | FeralpiSalò                  |
| 3    | Manuel Fischnaller | Catanzaro                    |
| 3    | Eric Lanini        | Juventus B                   |
| 3    | Stefano Scappini   | Reggio Audace                |
| 3    | Anthony Partipilo  | Ternana                      |

## Premiação
| Copa da Itália da Série C de 2019–2020 |
| -------------------------------------- |
| Juventus B Campeão (1º título)         |